# Ian McGuire
Ian McGuire (Kingston upon Hull, 1964) è uno scrittore britannico.

## Biografia
Nato nel 1964 nei pressi di Hull, ha conseguito un M.A. all'Università del Sussex e un PhD in letteratura statunitense del XIX secolo all'Università della Virginia.
Il suo esordio nella narrativa è avvenuto nel 2006 con il romanzo ambientato in un campus Incredible Bodies al quale ha fatto seguito un saggio sullo scrittore Richard Ford nel 2015 e, l'anno successivo, il romanzo storico Le acque del Nord vincitore dell'Encore Award, nella longlist del Booker Prize e adattato nel 2021 nell'omonima serie televisiva di Andrew Haigh.
Nel 2020 ha pubblicato il suo terzo romanzo, L'astemio.

## Opere

### Romanzi
- Incredible Bodies (2006)
- Le acque del Nord (The North Water, 2016), Torino, Einaudi, 2018 traduzione di Andrea Sirotti ISBN 978-88-06-23579-6.
- L'astemio (The Abstainer, 2020), Torino, Einaudi, 2021 traduzione di Andrea Sirotti ISBN 978-88-06-24705-8.

### Saggi
- Richard Ford and the Ends of Realism (2015)

## Adattamenti televisivi
- 2021 – The North Water di Andrew Haigh

## Premi e riconoscimenti
- Booker Prize: 2016 nella longlist con Le acque del Nord
- Encore Award: 2017 vincitore con Le acque del Nord
- Premio Costa Smeralda per la narrativa: 2019 vincitore con Le acque del Nord[7]